# Гуејанг
Гуејанг (贵阳) град је Кини у покрајини Гуејџоу. Према процени из 2009. у граду је живело 1.194.865 становника.

## Становништво
Према процени, у граду је 2009. живело 1.194.865 становника.
| 1990.   | 2000.     | 2009.     |
| ------- | --------- | --------- |
| 976.093 | 1.109.515 | 1.194.865 |